# Подгаецкий, Григорий Васильевич
Григорий Васильевич Подгаецкий (1812 — 1861) — российский военный врач, коллежский советник.
Сын священника. Окончил Императорскую медико-хирургическую академию на казённый счёт.
Начал работать лекарем в Озургетском военном госпитале, с 1839 года ординатор. В 1842 году переведён в Дерптский военно-временный госпиталь. С 1843 года в Лейб-гвардии уланском полку, в 1844 году присвоено звание штаб-лекаря. В том же году причислен к Егерскому Кутузова-Смоленского пехотному полку полковым штаб-лекарем. С 1850 года старший ординатор Тираспольского военного госпиталя, с 1853 года в кадровом госпитале № 14 в Галаце, с 1854 года главный лекарь военно-временного госпиталя № 27 в Одобешти. С 1857 года младший ординатор Минского военного госпиталя (с перерывом в 1859 году на службу штаб-лекарем Белозерского пехотного полка). Умер от лихорадки.
Опубликовал в Военно-медицинском журнале статьи «Азотнокислое серебро внутрь в спазмодической одышке, трепетании сердца и в обильных менструациях» (1847, ч. 50, II), «Омертвение лёгкого» (1853, ч. 62, II) и «Энфизема всего тела» (1857, ч. 58, II).